# スノーバイク
スノーバイク（Snowbike）とは、オフロードバイクを改造した1人乗りの乗り物である。

## 概要
オフロードバイクの車体を用い、車輪を取り外し専用のキットを装着することでスノーモービルのようなマシンに変えることができ、前輪部分にそりを、後輪とスイングアーム部分に無限軌道を装着し、雪上をスノーモービルのように移動し、オートバイのような機動性を持つ改造車両である。ベース車両はモトクロッサーやエンデューロレーサーのような250cc以上の競技用のオフロードバイクを用いる。ポケバイサイズのキットも販売されている。

## メーカー
- Frozen MOTO
- Timbersled（ティンバースレッド） - Mountain Horseの名で販売している。2015年にポラリス・インダストリーズの子会社となる。
- AD Boivin（ADボワヴァン） - EXPLORERの名で販売している。
- クォンティア - オートバイも製造するスイスのメーカー